# Sinus dermoide

Esemplificazione dei VI gradi di presentazione del Dermoid sinus
tipo I: si estende ventralmente come un sacco cilindrico attaccato al legamento sovraspinato.
tipo II: è costituito da una porzione simile a una sacca più superficiale di quella del tipo I ed è attaccato al legamento da una fascia fibrosa
tipo III: è costituito da un sacco superficiale senza attaccamento al legamento sopraspinato.
tipo IV: si estende al canale spinale ed è attaccato alla dura madre.
tipo V: è descritto come una vera cisti costituita da un sacco chiuso rivestito di epitelio
tipo VI: è costituito da un profondo sacco cilindrico che è legato alla dura madre tramite bande fibrose.

Il seno dermoide o Dermoid sinus o cystis dermoidalis o pilonidal cyst o dermoid cyst è una malformazione genetica della pelle nei cani. 
Tra le razze note per esserne affette vi sono i cani con cresta o Ridgeback, nei quali la malformazione è ereditaria. Il sinus dermoide si manifesta come un sacco a fondo cieco che si apre a livello della superficie cutanea.

## Epidemiologia
Il seno dermoide, secondo uno studio svedese, è presente in circa l'8-10% dei cani di razza Rhodesian ridgeback, ma non è una alterazione esclusiva di questa razza; infatti, altre razze di cani, non ridgeback, presentano il seno dermoide come malattia ereditaria tra esse vi sono il Siberian husky, lo Yorkshire terrier, il Kerry blue terrier, l’Springer spaniel inglese, il Golden retriever, lo Shih Tzu e il Boxer.
Il seno dermoide è segnalato in letteratura veterinaria anche in cani Chow chow, San Bernardo, Bulldog francese, Dalmata, Bull Terrier e Boerboel.
Mentre nel Rhodesian ridgeback è nota la natura genetica della patologia, negli altri casi, nelle altre razze, per la sporadicità dei casi, non è accertata la presenza di un carattere ereditario nella trasmissione di questa malformazione.
Talvolta il sinus dermoide si presenta su gatti domestici.

## Eziologia

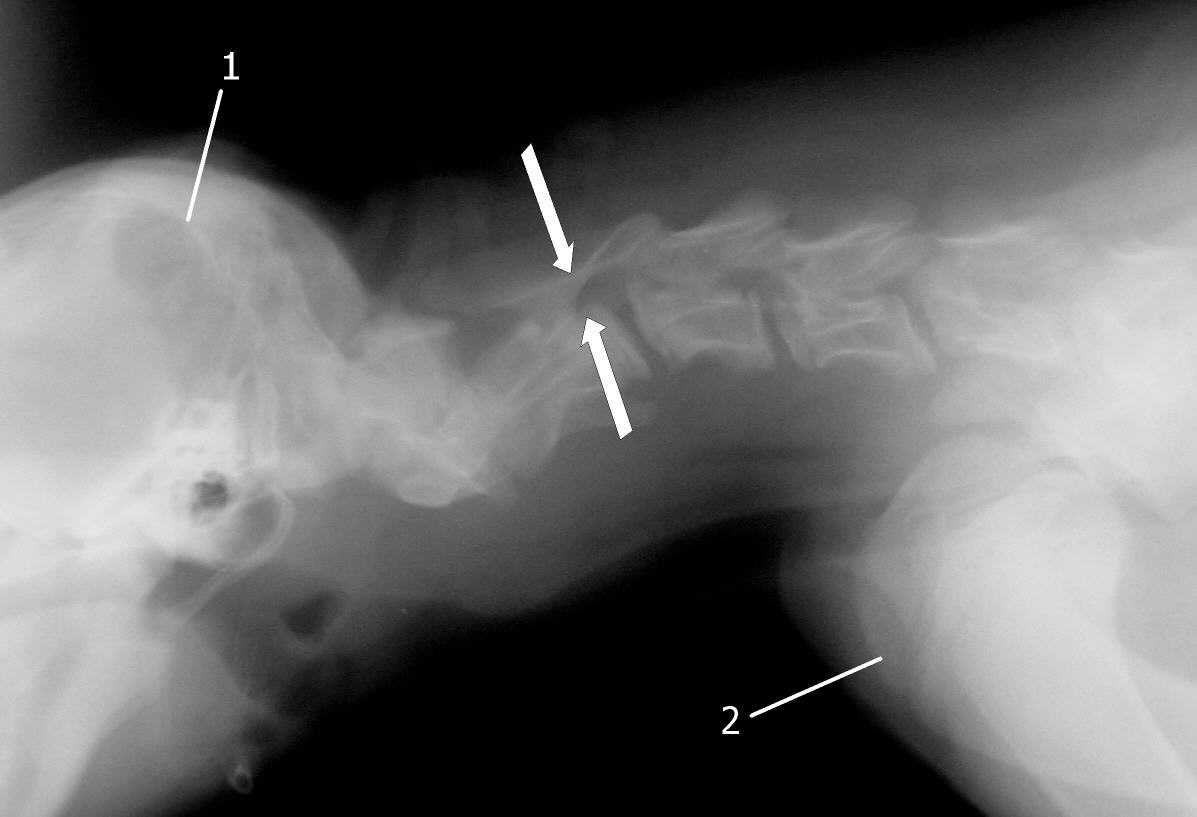
Immagine a raggi X di una compressione del midollo spinale in un cane (Rhodesian Ridgeback), causata da una malformazione congenita del canale spinale detta dermoid sinus (vedi frecce) 1: cranio 2: omero

Il seno dermoide a volte viene anche confuso con la cisti dermoide che è un teratoma. Tuttavia, a differenza del seno pilonidale negli esseri umani, il seno dermoide nei cani è un difetto del tubo neurale, che nell'uomo equivale alla Spina bifida.
In letteratura l’ereditarietà del Seno Dermoide è stata associata da alcuni autori ad un gene autosomico recessivo, da altri ad un gene dominante con penetranza incompleta o ad una combinazione di due geni recessivi.
È ben noto che la stretta regolazione dell'espressione genica del ligando FGF e della tirosin-chinasi del recettore FGF nel follicolo pilifero è cruciale per lo sviluppo embrionale, inclusa la morfogenesi del follicolo pilifero e la formazione della cresta neurale.
Riuscendo così a comprendere come un lieve difetto del sistema di polarità planare delle cellule, alteri sia il normale orientamento dei follicoli piliferi che la chiusura del tubo neurale.
Nel Rhodesian ridgebacks la cresta è geneticamente causata da una duplicazione di diversi geni che codificano la produzione dei fattori di crescita dei fibroblasti (FGF3, FGF4, FGF19, ORAOV1). Essa è l'espressione di un carattere dominante e non si presenta mai come increspata (peli ricci o ulotrichi).
La prima evidente associazione tra una variazione strutturale determinata dal genoma su di un tratto fenotipico è quella dove la duplicazione, della regione di 133 kb, del cromosoma canino n. 18 è completamente associata alla cresta dorsale dei peli nel Rhodesian e nel Thai Ridgeback. All'interno di questo cromosoma nella regione di 133 kb sono presenti, come prima detto, tre geni del fattore di crescita dei fibroblasti (FGF3, FGF4 e FGF19), la cui espressione durante lo sviluppo embrionale regola la crescita e sviluppo dei peli e della pelle. Ciò pur non essendo del tutto nota l'esatta base meccanicistica di come questa duplicazione porta al fenotipo ridgeback; essa è probabilmente dovuta all'espressione alterata di uno o più di questi geni FGF durante lo sviluppo embrionale.
Poiché la mutazione coinvolge i tre geni del fattore di crescita dei fibroblasti (FGF), che giocano un ruolo cruciale nello sviluppo, viene suggerito che la cresta (ridgeback) e i seni dermoidi sono causati dalla disregolazione di uno o più di uno dei tre geni FGF durante lo sviluppo embrionale.
Inoltre, la manifestazione fenotipica di questa mutazione caratteristica, il ridgeback, dei Rhodesian, dei Thai e dei Phu Quoc è presente in questi cani sia con allele omozigote che eterozigote. Sebbene la penetranza del carattere nel Rhodesian ridgebacks è di circa il 95% e la duplicazione ha un'elevata penetranza negli omozigoti e penetranza inferiore negli eterozigoti.
Questa mutazione genica causa del ridgeback è abbastanza ancestrale da essere già presente nei primi anni della domesticazione canina.
Questa mutazione caratteristica per il ridgeback determina un lieve difetto del sistema di polarità planare delle cellule, che provoca l'alterazione sia del normale orientamento dei follicoli piliferi sia la chiusura del tubo neurale.

## Patogenesi

Tappe della formazione della cresta neurale durante la neurolazione

Un seno dermoide è raro sia nei cani e che nei gatti, esso si presenta come noduli singoli o multipli sulla linea mediana dorsale del soggetto. Il seno dermoide si determina nella fase embrionale dello sviluppo. Nello sviluppo normale, il tubo neurale da cui si sviluppa la colonna vertebrale si separa dalla pelle mentre nel caso di un seno dermoide, questa separazione non è avviene completamente. Il risultato è che in alcuni casi il seno dermoide rimane connesso al midollo spinale dell'animale; in altri casi, il seno termina in un "sacco cieco" che è meno pericoloso da rimuovere. Il sinus si forma nel punto dove il neurectoderma si continua con l’ectoderma prima della chiusura del tubo neurale.
Istologicamente, il seno dermoide contiene follicoli piliferi, ghiandole sebacee e ghiandole sudoripare.
Alcuni ritengono che il gene del seno dermoide sia dovuto ad un carattere recessivo, il che significa che l'animale deve ricevere un gene difettoso da ciascun genitore per sviluppare la condizione. Se un genitore è portatore del gene e l'altro no, la prole rimane portatrice e può continuare a trasmettere il gene difettoso alla prole a sua volta. 
Altri credono che la condizione del seno dermoide abbia caratteristiche di tipo poligenico, coinvolgendo più geni.
In ogni caso, a causa della natura genetica di questa condizione potenzialmente pericolosa, la maggior parte degli allevatori e dei veterinari sconsiglia di allevare animali che hanno un seno dermoide o hanno un genitore noto per essere portatore del gene.

## Clinica
Clinicamente si manifesta come un sacco a fondo cieco che si apre a livello della superficie cutanea. Nello stesso soggetto possono esserci uno o più sinus dermoidi.
Esistono vari gradi di gravità (legati alla profondità del seno). 
Si va dal I, II e III praticamente asintomatici, salvo eventuali infezioni; fino al IV grado che essendo il più profondo arriva fino ai processi spinosi delle vertebre causando compressione del midollo spinale e talvolta quando è connesso alla dura madre determina deficit neurologici.
Infine il V più raro non è che una cisti chiusa senza contatto con l'esterno, piuttosto difficile da trovare.
Talvolta vi sono localizzazioni con seni multipli a livello delle regioni cervicale e craniotoracica, p.e. sull'osso occipitale, a livello nasale, atipicamente a livello del frenulo linguale.

### Segni e sintomi
Di solito non viene rilevata se non in presenza di complicanze infettive.
Le pareti interne del seno sono rivestite da cute con i suoi annessi, peli, ghiandole sebacee e ghiandole sudoripare atrofizzate.
Poiché il lume del seno è occupato da peli in esso con il tempo si accumula sebo e cellule cutanee desquamative, che non potendo uscire fuori dal sinus sia del ridotto calibro del lume sia per la presenza di peli che tendono a trattenere il materiale, si viene a determinare un ottimo pabulum per la crescita di Stafilococchi, Streptococchi ed Enterobatteri, che possono causare complicazioni anche purulente.

### Complicanze
Se il seno si infetta, può provocare meningite e mielite, i cui sintomi sono dolore spinale, rigidità e febbre. In casi gravi, la condizione può essere pericolosa per la vita.

### Esami di laboratorio e strumentali
È possibile eseguire una varietà di test, come un mielogramma o un fistulogramma, per determinare la profondità del seno. È possibile eseguire altri test più basilari, come un emocromo completo, un profilo biochimico e un'analisi delle urine per determinare se esistono infezioni o altri problemi.
Le scansioni di tomografia computerizzata e la risonanza magnetica possono essere eseguite per determinare se esistono segni neurologici come conseguenza del seno.

## Trattamento
L'escissione chirurgica è l'unico rimedio per questa condizione, con i veterinari che rimuovono il tessuto anormale e chiudono qualsiasi connessione alla colonna vertebrale, particolarmente delicata nel IV grado. In alcuni casi, si verifica la ricrescita del seno.

## Prevenzione
La profilassi o prevenzione genetica è difficile da attuare per la difficoltà di individuazione dell'allele portatore del tratto.
Uno studio sudafricano indica la capacita dell'acido folico assunto nel periodo preconcettivo e all'inizio della gravidanza prevenire il sinus dermoide nei Rhodesian ridgeback parimenti a quello che ormai è acclarato nell'uomo, dove l'acido folico ha dimostrato di prevenire i difetti del tubo neuronale.